# Plum Warner
Pour les articles homonymes, voir Warner.
Pelham Francis Warner, dit Plum Warner, est un joueur de cricket international, dirigeant et directeur sportif, journaliste et écrivain anglais né le 2 octobre 1873 à Port-d'Espagne et décédé le 30 janvier 1963 à West Lavington dans le Sussex de l'Ouest. Batteur amateur au sein du Middlesex County Cricket Club, il débute avec l'équipe d'Angleterre en 1899 et en est le capitaine entre 1903 et 1906. À la fin de sa carrière de joueur, il devient directeur sportif puis président du Marylebone Cricket Club. Il est également le fondateur du magazine The Cricketer.

## Biographie

### Jeunesse et éducation
Pelham Francis Warner naît le 2 octobre 1873 à Port-d'Espagne, sur l'île de Trinidad, où son père est procureur général. Il passe trois à Harrison College, à la Barbade, et se rend en Angleterre à l'âge de 13 ans et demi. Il entre à Rugby School en 1887. Il étudie ensuite à l'Oriel College d'Oxford. Il n'est sélectionné par l'Oxford University Cricket Club que lors de sa troisième année universitaire, en 1894, et fait ses débuts en first-class cricket contre le Marylebone Cricket Club (MCC). Il fait ses débuts la même année avec le Middlesex contre le Somerset.

### Carrière de joueur
En 1897, à l'invitation de Lord Hawke, il effectue une tournée dans les Indes occidentales à l'âge de vingt-trois ans. Il marque son premier century en first-class cricket la même année avec le Middlesex contre le Yorkshire. Il organise également, toujours en 1897, une tournée en Amérique du Nord, puis une seconde l'année suivante. Il fait ses débuts avec l'équipe d'Angleterre, menée par Lord Hawke, lors de la tournée de celle-ci en Afrique du Sud en 1898-1899. Il contribue à la victoire anglaise lors de sa première sélection, en marquant 132 runs sans être éliminé dans sa seconde manche, et alors qu'aucun de ses coéquipiers ne dépasse les 30 runs en une manche. En 1902-1903, c'est lui qui mène l'équipe de Lord Hawke en tournée en Nouvelle-Zélande et en Australie, alors que celui-ci ne peut s'y rendre au dernier moment. En 1903-1904, le MCC organise pour la première fois une tournée de l'équipe d'Angleterre, en Australie, et Warner en est le capitaine. La sélection, appelée désormais officiellement « MCC » lors de ses tournées, remporte les Ashes contre l'Australie par trois victoires à deux.
En 1905-1906, il est à nouveau capitaine de la sélection pour sa tournée en Afrique du Sud. L'équipe perd pour la première fois un test-match contre l'Afrique du Sud, et est défaite 4-1 lors de la série de rencontres. Il devient capitaine du Middlesex en 1908. L'année suivante, il est sélectionné pour jouer à Old Trafford contre l'Australie. C'est son premier test-match en Angleterre. Il est à nouveau désigné capitaine de l'équipe d'Angleterre pour la tournée de 1911-1912 en Australie mais tombe malade après le premier match contre l'Australie-Méridionale, et Johnny Douglas hérite du capitanat. Il retrouve la sélection en 1912, lors du tournoi triangulaire entre l'Angleterre, l'Australie et l'Afrique du Sud, mais se retire rapidement du cricket cette saison-là.
La Première Guerre mondiale interrompt les compétitions de cricket. Il tombe plusieurs fois malade durant cette période, alors qu'il est au service de l'armée en Angleterre avec le grade de capitaine. Il a quarante-cinq ans lorsque les compétitions reprennent, en 1919. En 1920, il conduit le Middlesex à son deuxième titre dans le County Championship grâce à une série de neuf victoires consécutives en fin de saison, et met fin à sa carrière de joueur.

### Administrateur, journaliste et manager
Warner fonde le magazine The Cricketer en 1921 et en est rédacteur en chef. Il écrit régulièrement pour le Morning Post entre 1921 et 1932. Il est nommé à la tête du comité de sélection de l'équipe d'Angleterre en 1926, un poste qu'il occupera au cours de diverses saisons par la suite. Même s'il a arrêté sa carrière de joueur avec le Middlesex, il mène une équipe du MCC en tournée en Argentine en 1926-1927, et y dispute sept rencontres de first-class cricket. Il est capitaine du MCC pour la dernière fois l'année suivante, lors d'une tournée aux Pays-Bas.
À la tête du comité de sélection de l'équipe d'Angleterre, il bâtit l'équipe qui va effectuer la tournée de 1932-1933 en Australie. Douglas Jardine est nommé capitaine, et Warner y va en tant que manager. Il est opposé à la tactique utilisée par Jardine, Bodyline, qui provoque l'indignation australienne, et se querelle avec lui. Après avoir écrit pour le Morning Post, il écrit des articles pour le Daily Telegraph. Il est anobli en 1937. La même année, il devient président du Middlesex, un poste qu'il occupe jusqu'en 1946. Durant la Seconde Guerre mondiale, il est vice-secrétaire du MCC, et le reste jusqu'en 1945. Le 3 mai 1950, à l'âge de 76 ans, il est nommé président du Marylebone Cricket Club. En 1961, il est la première personne à être nommée vice-président à vie du MCC.
Il est rédacteur en chef du Cricketer jusqu'à sa mort. Son fils John lui succède à ce poste. Plum Warner décède le 30 janvier 1963 à West Lavington dans le Sussex de l'Ouest à l'âge de 89 ans. Ses cendres sont dispersées à Lord's, près de la tribune Warner, baptisée en son honneur.

### Famille
Plum Warner se marie avec Agnes Blyth le 7 juin 1904. Le couple aura deux fils et une fille. Son frère Charles William Pile Warner, né en 1841 et décédé en 1911, dispute deux matchs de first-class cricket avec l'équipe de Trinidad. Autre frère de Plum Warner, Aucher Warner, né en 1858 et décédé en 1944, est le capitaine de la première équipe des Indes occidentales en visite en Angleterre en 1900.

## Bilan sportif

### Principales équipes
|                         | First-class cricket |
| ----------------------- | ------------------- |
| Marylebone Cricket Club | 1894 - 1929         |
| Oxford University       | 1894 - 1896         |
| Middlesex               | 1894 - 1920         |

### Statistiques
| Statistiques internationales                          |        |
|                                                       | Tests  |
| Matchs joués                                          | 15     |
| Courses marquées                                      | 622    |
| Moyenne à la batte                                    | 23,92  |
| 50/100                                                | 3/1    |
| Meilleur score                                        | 132*   |
| Guichets pris                                         | -      |
| Moyenne au lancer                                     | -      |
| 5 g. en une manche                                    | -      |
| 10 g. en un match                                     | -      |
| Meilleure perf. lancer                                | -      |
| Catches/Stumpings                                     | 3/-    |
| Statistiques générales                                |        |
|                                                       | FC     |
| Matchs joués                                          | 521    |
| Courses marquées                                      | 29028  |
| Moyenne à la batte                                    | 36,28  |
| 50/100                                                | 150/60 |
| Meilleur score                                        | 244    |
| Guichets pris                                         | 15     |
| Moyenne au lancer                                     | 42,40  |
| 5 g. en une manche                                    | -      |
| 10 g. en un match                                     | -      |
| Meilleure perf. lancer                                | 2/26   |
| Catches/Stumpings                                     | 183/-  |
| Mise à jour de la boîte : 6 août 2008 Actualiser aide |        |

## Honneurs et distinctions
Plum Warner est l'un des cinq Wisden Cricketers of the Year de l'année 1904. Alors qu'usuellement cinq joueurs sont choisis et qu'il n'est possible de recevoir cette distinction qu'une seule fois, il est à nouveau Wisden Cricketer of the Year de l'année 1921. Il reçoit le titre seul cette année-là. Il est avec Sir Jack Hobbs le seul à avoir reçu cette distinction deux fois, et est l'un des quatre joueurs à avoir été honorés seuls. En 1937, il est anobli pour services rendus au cricket. Une tribune de Lord's, érigée en 1958, est baptisée en son nom.